# Ljan

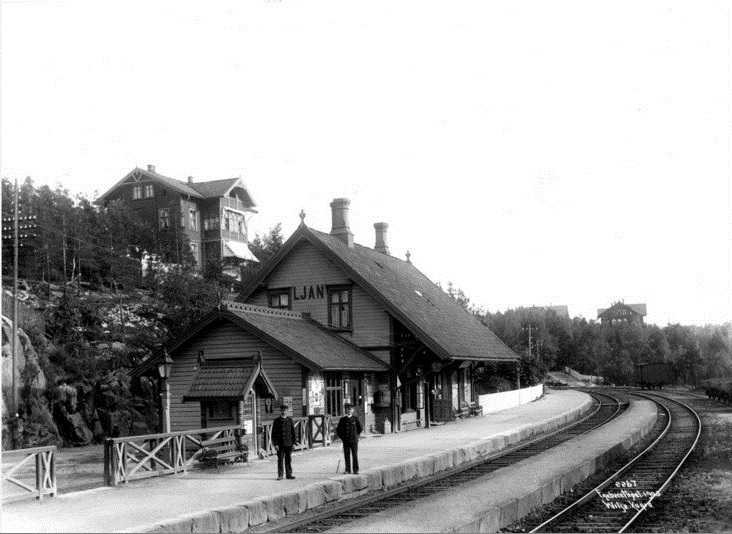
Ljan station 1903

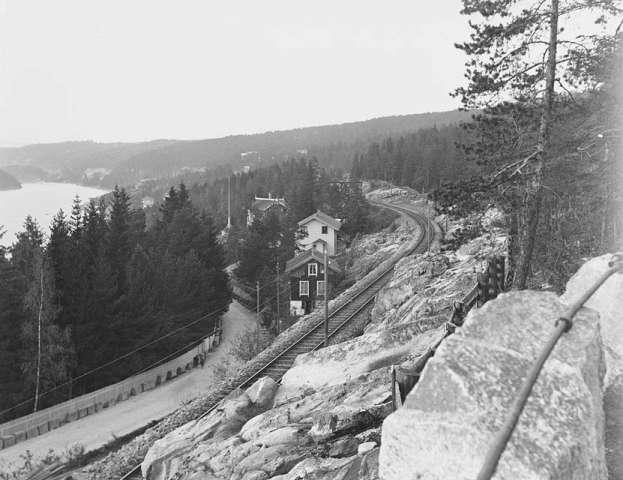
Østfoldbanen vid Ljan sydost om Oslo på 1880-talet

Ljan är ett före detta gods och numera bostadsområde i Oslo, i sydvästra delen av stadsdelen Nordstrand.
Godset Ljan anlades 1765 av Peder Holter. Huvudbyggnaden brann ned 1913.